# Isla Manitoulin
La isla Manitoulin (en inglés Manitoulin Island) está en el lago Hurón y pertenece a la provincia canadiense de Ontario. Con sus 2766 km², es mayor que Luxemburgo, y además es la mayor isla del mundo situada en un lago de agua dulce. En el año 2001 tenía 10.603 habitantes, lo que corresponde a una densidad de población de aproximadamente 4 habitantes/km².
En la isla hay en total más de 80 lagos, algunos de los cuales contienen islas más pequeñas. La villa histórica de Manitowaning, fundada en 1837, fue el primer asentamiento europeo en la isla.